# Eritema nodoso
L'eritema nodoso è una malattia della cute,  che mostra la presenza di noduli. Si tratta di un'infiammazione dei setti connettivi presenti nell'ipoderma. Fa parte della famiglia delle panniculiti.

## Sintomatologia
Fra i sintomi e segni clinici si ritrovano febbre, dolori localizzati ai muscoli e arti e sensazione di malessere generale, tutto accompagna la presenza di noduli molto dolorosi. Essi si ritrovano generalmente nella parte anteriore delle gambe o delle cosce, più raramente sulle braccia e sul volto.
I noduli possono essere isolati e variare da un minimo di uno fino anche a 30, con dimensioni comprese tra 0,5 cm e 5 cm. Tipicamente i noduli spariscono spontaneamente dopo 15-20 giorni.

## Eziologia
Fra le varie cause possibili:
- idiopatico (forma più frequente);

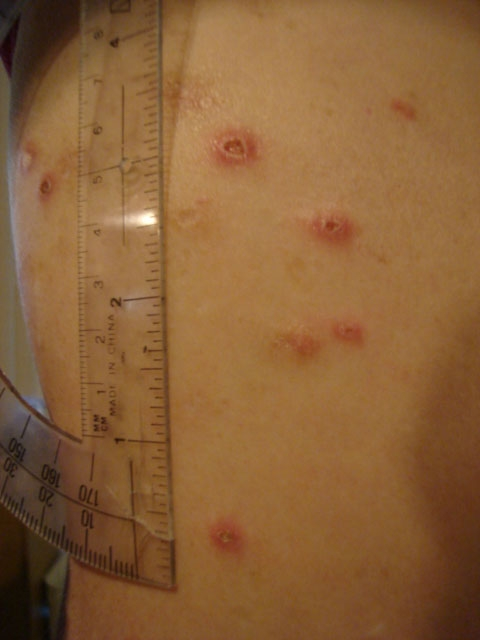
Ulcere cutanee in forma di eritema nodoso che si verificano in alcuni pazienti affetti da malattia infiammatoria (nella foto, in caso di malattia di Crohn).

- infezioni da streptococco beta-emolitico, in particolare Streptococcus pyogenes;
- infezioni da Yersinia enterocolitica (specie in soggetti al di sopra dei 60 anni);
- tubercolosi;
- patologie virali come la mononucleosi infettiva;
- malattie sistemiche come la sarcoidosi;
- medicamenti (in particolar modo alcuni antibiotici e contraccettivi orali);
- malattie autoimmuni (artrite reumatoide, sindrome di Behçet);
- alcuni tipi di affezioni infiammatorie intestinali:
  - colite ulcerosa;
  - malattia di Crohn.

Altre cause possono essere la presenza di forme neoplastiche come la leucemia e il linfoma di Hodgkin oppure un'intossicazione dovuta all'ipersensibilità a farmaci quali sulfamidici, penicillina, contraccettivi orali e composti che contengono bromo e iodio.

## Prognosi
La prognosi è favorevole se si segue la terapia.

## Diagnostica
Il percorso diagnostico ha lo scopo di escludere o rispettivamente identificare le potenziali patologie curabili che si manifestano con l'eritema nodoso. L'efflorescenza è tipicamente diagnosticata con una semplice ispezione clinica. L'ispezione della bocca è obbligatoria per poter scovare lesioni ai danni della mucosa boccale e della faringe quali afte (M. Behcet) e tonsillite da streptococchi. In seguito, si consigliano un'analisi del sangue con emocromo, PCR, VES, calcio ed elettroliti. Una lastra del torace può mostrare la tipica linfadenopatia ilare tipica della sarcoidosi.

## Terapia
La terapia è orientata sulla cura della patologia di base. Misure precauzionali quali il riposo a letto sono consigliati per evitare il propagarsi dell'infiammazione.
I corticosteroidi assunti oralmente diminuiscono le manifestazioni dolorose. Prima di poter somministrare corticosteroidi vanno però assolutamente escluse le cause infettive.